# Nasinu Football Club
El Nasinu Football Club es un club de fútbol de la ciudad de Nasinu, en Fiyi. A pesar de nunca haber conseguido un título en el fútbol fiyiano, consiguió varias veces el subcampeonato en la Batalla de los Gigantes y la Copa de Fiyi. Juega de local en el estadio más pequeño de Fiyi, el Nasinu Park con capacidad solamente para 1000 espectadores.

## Palmarés
- Segunda División de Fiyi (3): 1982, 1998, 2018
- Campeonato de Fútbol Interdistrital de Fiyi (1): 1990.